# Rhytiphora petrorhiza
Rhytiphora petrorhiza là một loài bọ cánh cứng trong họ Cerambycidae.